# 南昌地铁5号线
南昌地铁5号线是南昌一条拟建的轨道交通线路，该线路规划为环线。

## 历史
- 2008年9月15日，当时公示的5条线路规划中包括5号线[1][2][3]。
- 2009年7月29日，5号线确定为远期规划，将根据实际情况而建设[4]。
- 2013年4月，市政府表示将提前建设目前规划的线路[5][6]。
- 2013年5月，政府规划第二轮地铁建设，提出的三套方案中只有最后一套会建设5号线[7][8][9]。
- 2013年6月，第二轮建设的线路中取消了5号线[10]。
- 2013年11月，有报道指出5号线计划在2016年开工[11]。
- 2022年7月16日《南昌市第二轮城市轨道交通线网规划》进行批前公示，当中5号线为环线[12]。
- 2022年11月29日《南昌市第二轮城市轨道交通线网规划》进行批后公布，当中5号线为环线[13]。
- 2024年8月5日，南昌地铁第三期建设规划发布公众意见征询稿，提到5号线一期起自双港站、止于民园路西站，全长45.3km，设站33座，均为地下站。[14]